# 西尾光教
西尾 光教（にしお みつのり）は、戦国時代から江戸時代前期の武将、大名。美濃揖斐藩初代藩主。光教の西尾氏の出自は三河であるとも、丹波の籾井氏の一族であるともいう。室町時代に活動していた西尾直教との関係は不明。

## 生涯
斎藤道三、次いで織田信長に仕え、当初は氏家氏の被官であった。本能寺の変の後、明智光秀から寝返りの勧告を受けるが拒絶し、やがて羽柴秀吉に仕えた。この頃は美濃の曽根城に2万石を領していた（曽根藩）。秀吉没後は徳川家康に接近し、慶長5年（1600年）の関ヶ原の戦いでは西軍の大谷吉継の勧誘を拒絶して東軍に与したため、吉継によって領地を焼かれた。関ヶ原では岐阜城の戦い・大垣城の戦い、並びに美濃の地形に詳しかったことから先導役を務めるなどの功績を挙げた。これにより戦後1万石を加増されて、揖斐藩3万石の藩祖となった。後に外孫の氏教に5000石を分与している。慶長19年（1614年）からの大坂の陣でも武功を挙げたが、夏の陣直後の元和元年11月19日（1616年1月）、駿府にて死去した。
嗣子が無く、跡を外孫の西尾嘉教が継いだ。